# Mark Watson
Mark Stewart Watson (Vancouver, 8 de setembro de 1970) é um ex-futebolista profissional canadense que atuava como defensor.

## Carreira
Mark Watson se profissionalizou no Ottawa Intrepid, em 1990.

## Seleção
Mark Watson integrou a Seleção Canadense de Futebol na Copa das Confederações de 2001.

## Títulos
Canadá
- Copa Ouro da CONCACAF de 2000